# Verzorgingsplaats De Mieden
Verzorgingsplaats De Mieden is een Nederlandse verzorgingsplaats, gelegen aan de A31 Zurich-Drachten tussen afritten 21 en 22 nabij Dronrijp in de gemeente Waadhoeke.
De verzorgingsplaats dankt haar naam aan de ter plekke gelegen hooilanden. Mieden is Fries voor maden (hooilanden).
Bij de verzorgingsplaats ligt een tankstation van OK. In 2013 zijn middels een veiling de huurrechten van het pompstation verkocht.
Richting Drachten: De Mieden · Stienkamp
Richting Zurich: De Kreilen · 't Strand